# Pingasa hypoleucaria
Pingasa hypoleucaria là một loài bướm đêm trong họ Geometridae.